# Eumimesis
Eumimesis is een kevergeslacht uit de familie van de boktorren (Cerambycidae). De wetenschappelijke naam van het geslacht werd voor het eerst geldig gepubliceerd in 1866 door Bates.

## Soorten
Eumimesis omvat de volgende soorten:
- Eumimesis affinis Magno & Monné, 1990
- Eumimesis carbonelli Lane, 1973
- Eumimesis decoratus (Fuchs, 1955)
- Eumimesis germana Lane, 1973
- Eumimesis heilipoides Bates, 1866
- Eumimesis trilineata Magno & Monné, 1990